# Лос-Анджелес Ейнджелс

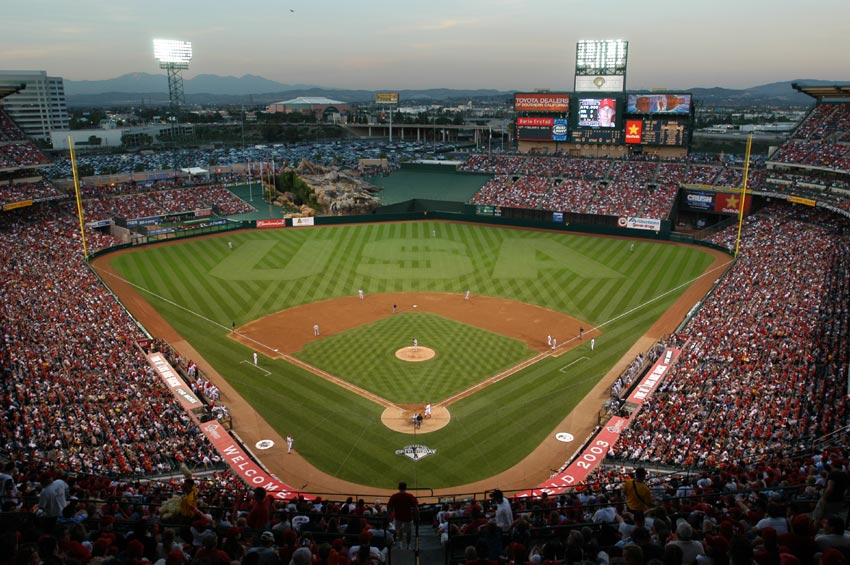
Енджел-стадіум

«Лос Анджелес Енджелс» (англ. Los Angeles Angels of Anaheim) — професійна бейсбольна команда, заснована у 1961 році, з міста Анагайм у штаті Каліфорнія. Команда — член Західного дивізіону, Американської бейсбольної ліги, Головної бейсбольної ліги.
Команда мала декілька назв:
- Лос-Анджелес Енджелс (англ. Los Angeles Angels), 1961—1965
- Каліфорнія Енджелс (англ. California Angels), 1965—1996
- Анагайм Енджелс (англ. Anaheim Angels), 1997—2004
- Лос-Анджелес Енджелс-оф-Анагайм" (англ. Los Angeles Angels of Anaheim), 2005—2013[1][2]
- Лос-Анджелес Енджелс (англ. Los Angeles Angels), з 2013.

Домашнім полем для Енджелс є Енджел-стадіум.
Лос-Анджелес Енджелс вигравали Світову серію чемпіонату Головної бейсбольної ліги у 2002 році.